# Coxipó do Ouro
Coxipó do Ouro é um distrito do município brasileiro de Cuiabá, capital do estado de Mato Grosso. Segundo o censo demográfico de 2022, realizado pelo Instituto Brasileiro de Geografia e Estatística (IBGE), sua população era de 2 392 habitantes e havia 810 domicílios particulares permanentes ocupados. Foi criado pela lei estadual nº 135 de 29 de março de 1938.
De acordo com o IBGE, em 2010 a população era de 731 habitantes e havia 472 domicílios particulares.